# 야차 (드라마)
《야차》(夜叉)는 OCN에서 2010년 12월 10일부터 2011년 2월 25일까지 방영된 드라마이다.

## 등장 인물

### 주요 인물
- 조동혁 : 이백록 역

서북지역인 함경도에 살던 순박하고 착한 사내였지만, 어느 날 한양에서 옛 친구(왕)와 조우하면서 왕의 비밀 조직 흑운검의 수장이 된다. 왕의 정적들을 거침없이 암살하는 살인귀 야차지만 정연과 동생 백결을 가슴에 품고 살아간다. 그러나 결국 백결과 칼끝을 겨누게 되는 상황에 처하게 되고 백록의 위태로운 삶 속에 흑운검의 운명도 파국을 향해 거칠게 소용돌이 친다.
- 서도영 : 이백결 역

백록의 동생. 순박했던 형과는 달리 어려서부터 명민하고 야망이 컸다. 사랑하는 정연의 마음이 형 백록을 향해 있다는 것을 알고 한양으로 가서 신권의 우두머리 강치순의 사위가 된다. 강치순의 비호 아래 출세의 가도를 달리던 백록은 기생이 된 정연과 다시 만나게 된다. 장인을 보호하기 위해 자신의 형인 줄도 모르고 흑운검의 수장 백록을 향해 칼을 겨누게 된다.
- 전혜빈 : 정연 역

백록과 백결이 사랑한 여인. 양민의 딸이지만 수려한 용모와 기품을 지녔으며, 글공부도 해 제법 문리도 트여있다. 야망이 넘치는 백결보다 순박한 백록을 더 좋아했지만, 자신을 사랑한다면 동생을 선택해달라는 백록에게 나약함과 배신감을 느껴 곁을 떠나 돌아오지 않았다. 몇 년의 세월이 지나 강치순에게 가장 총애받는 애첩으로 백결 앞에 나타나 형제의 파멸을 도모한다.
- 손병호 : 강치순 역

좌의정. 백록의 분노와 복수의 대상이 되는 인물. 왕권보다 더 강한 권력을 휘두르고 있는 정권의 실세로, 선왕이 죽게 되면서 조정의 권력을 장악하기 위해 허수아비 왕을 즉위시킨다. 하지만 새로운 왕이 왕권 강화를 위해 흑운검을 조직하여 신권을 압박하자 즉시 반격에 나선다. 백결이 자신의 딸을 사랑하지 않는 것을 알면서도 필요에 의해 사위로 맞아들인다.
- 서태화 : 도시평 역

내관의 수장. 왕을 도와 세도정치 속에서 왕권과 나라의 기강을 바로잡으려 흑운검을 조직하고 왕의 명령을 하달하는 역할을 맡고 있다. 나라를 재건하려면 좋은 인재를 모으는 것이 중요하다고 여겨 새로운 인재를 능수능란하게 궁으로 끌어들인다.
- 서영 : 지향 역

한양의 유명기방 점오루(霑五樓)의 주인. 정연을 거두어 뛰어난 기생으로 만들어 나간다. 고혹적인 외모에 똑 부러지는 차가운 성격이지만 외로움과 고뇌에 가득 찬 백결에게 연민을 느끼고 순정을 바친다.
- 박원상 : 박포 역

백록이 음모에 빠져 흘러가게 된 쓰시마 섬에 살고 있는 사기꾼으로, 돈이라면 영혼을 팔 정도로 사족을 못 쓰며 이재에도 밝다. 잔인한 검투 도박장에서 백록의 뛰어난 검투 능력을 보고 돈을 위해 접근하지만, 이후 백록이 복수를 완성할 수 있게 도와준다.

### 그 외 인물
- 장태훈 : 이시재 역 - 임금
- 김민기 : 무명 역
- 송영규 : 박윤 역 - 병조판서
- 조재윤 : 가토 역
- 이창주 : 강효주 역 - 강치수의 맏아들
- 윤현민 : 강석주 역 - 강치수의 둘째 아들
- 최다연 : 강소영 역 - 강치수의 딸, 이백결의 아내
- 임세호
- 장윤서 : 미요 역 - 가토의 딸
- 한태인
- 황현서
- 박상용
- 아놀드 홍
- 염정구
- 박통일
- 맹찬제
- 차재영
- 김성환
- 지성근
- 박현주
- 이진화
- 김종호
- 윤영목
- 강철성
- 손영순 : 박윤의 어머니 역
- 박삼영
- 김병희
- 우재우
- 김대흥 : 내관 역
- 민준현
- 유인석
- 이성경
- 전혜영
- 참사랑
- 김온유
- 임성은
- 박성호
- 김성훈
- 강우진
- 김기정
- 김지민 : 가토 역
- 김주원
- 김태준
- 백초아 : 순이 역

### 특별출연
- 강성진 : 한성부 한성판윤 역 (1화)
- 박재훈 (12화)

### 우정출연
- 신동욱 (12화)
- 젭따 (12화)
- 최길흥 (12화)

## 사운드 트랙

### Part. 1
| #  | 제목                     | 작사   | 작곡   | 가수   | 재생 시간 |
| -- | ------------------------ | ------ | ------ | ------ | --------- |
| 1. | 〈지킬 수 있게〉         | 이종수 | 이종수 | 박지헌 |           |
| 2. | 〈지킬 수 있게 (Inst.)〉 |        | 이종수 | 박지헌 |           |

### Part. 2
| #  | 제목                       | 작사   | 작곡   | 가수   | 재생 시간 |
| -- | -------------------------- | ------ | ------ | ------ | --------- |
| 1. | 〈일년 같은 하루〉         | 이종수 | 이종수 | 이지혜 |           |
| 2. | 〈일년 같은 하루 (Inst.)〉 |        | 이종수 | 이지혜 |           |

### Part. 3
| #  | 제목                    | 작곡   | 가수 | 재생 시간 |
| -- | ----------------------- | ------ | ---- | --------- |
| 1. | 〈바람에 실어〉         | 하근영 | 주희 |           |
| 2. | 〈바람에 실어 (Inst.)〉 | 하근영 | 주희 |           |

### 야차 OST 스페셜
| #   | 제목                        | 작사   | 작곡   | 가수   | 재생 시간 |
| --- | --------------------------- | ------ | ------ | ------ | --------- |
| 1.  | 〈야차 (夜叉)〉             |        |        |        |           |
| 2.  | 〈바람에 실어〉             |        | 하근영 | 주희   |           |
| 3.  | 〈해, 달, 그리고 검〉       |        |        |        |           |
| 4.  | 〈지킬 수 있게〉            | 이종수 | 이종수 | 박지헌 |           |
| 5.  | 〈형제〉                    |        |        |        |           |
| 6.  | 〈일 년 같은 하루〉         | 이종수 | 이종수 | 이지혜 |           |
| 7.  | 〈그리운 날〉               |        |        |        |           |
| 8.  | 〈어둠의 그림자〉           |        |        |        |           |
| 9.  | 〈정연 (情緣)〉             |        |        |        |           |
| 10. | 〈바람에 실어 (Inst.)〉     |        | 하근영 |        |           |
| 11. | 〈지킬 수 있게 (Inst.)〉    |        | 이종수 |        |           |
| 12. | 〈일 년 같은 하루 (Inst.)〉 |        | 이종수 |        |           |

## 수상
- 2011년 제4회 코리아 드라마 어워즈 케이블 특별상 - 전혜빈

| OCN 오리지널 시리즈 (토일)                     | OCN 오리지널 시리즈 (토일)                | OCN 오리지널 시리즈 (토일)                           |
| 이전 작품                                      | 작품명                                    | 다음 작품                                            |
| ---------------------------------------------- | ----------------------------------------- | ---------------------------------------------------- |
| 신의 퀴즈 (2010년 8월 10일 ~ 2010년 12월 10일) | 야차 (2010년 12월 10일 ~ 2011년 2월 25일) | 신의 퀴즈 시즌 2 (2011년 6월 10일 ~ 2011년 8월 26일) |